# 赤坂橋
赤坂橋（あかさかばし）は、長野県長野市松代町岩野 - 篠ノ井東福寺の千曲川に架かる長野県道385号松代篠ノ井線の橋長523.4 m（メートル）の桁橋・ローゼ橋。

## 概要

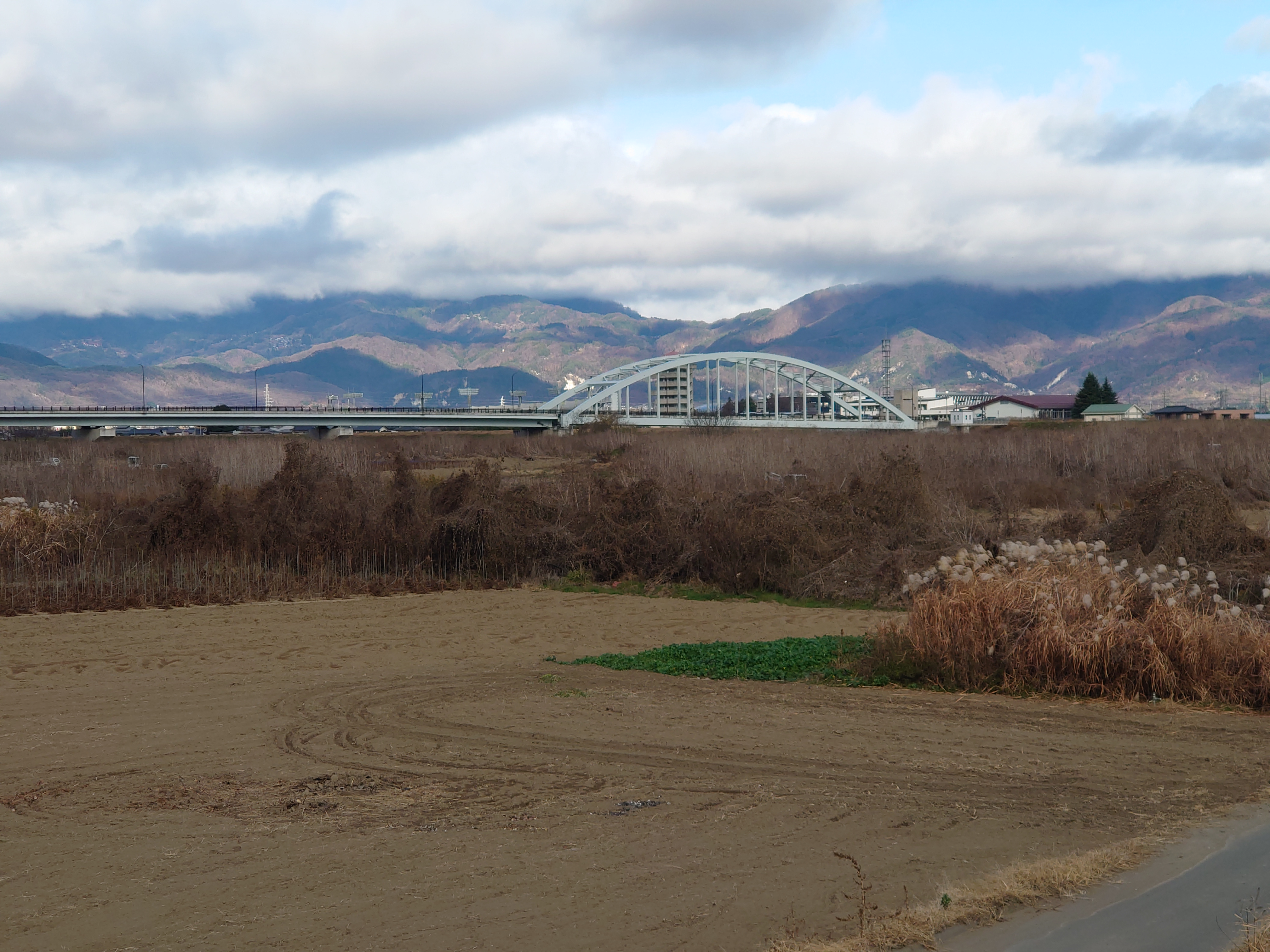
赤坂橋ローゼ部

本橋はA1 - P5の連続鈑桁橋とP5 - P9の連続箱桁橋とP9 - A2のローゼ橋により構成されている。
- 形式 - 鋼5径間連続鈑桁橋+鋼4径間連続箱桁橋+鋼単径間下路ローゼ橋
- 活荷重 - B活荷重
- 橋長 - 523.400 m
  - 支間割 - ( 35.940 m+3×36.640 m+35.890 m ) + ( 56.400 m+2×57.000 m+56.400 m ) + 109.250 m
- 幅員
  - 総幅員 - 15.300 m
  - 有効幅員 - 14.350 m
  - 車道 - 7.500 m
  - 歩道 - 両側3.500 m
- 床版 - 鉄筋コンクリート
- 総鋼重 - 2204 t
- 施工 - 横河ブリッジ（A1 - P5・鈑桁）・日本橋梁（P5 - P9・箱桁）・松尾橋梁[注釈 1]（P9 - A2・ローゼ）
- 架設工法 - トラッククレーンベント工法（連続鈑桁部・連続箱桁部）・クローラクレーンベント工法（連続鈑桁部）・ケーブルエレクション斜吊り工法（ローゼ部）

## 歴史

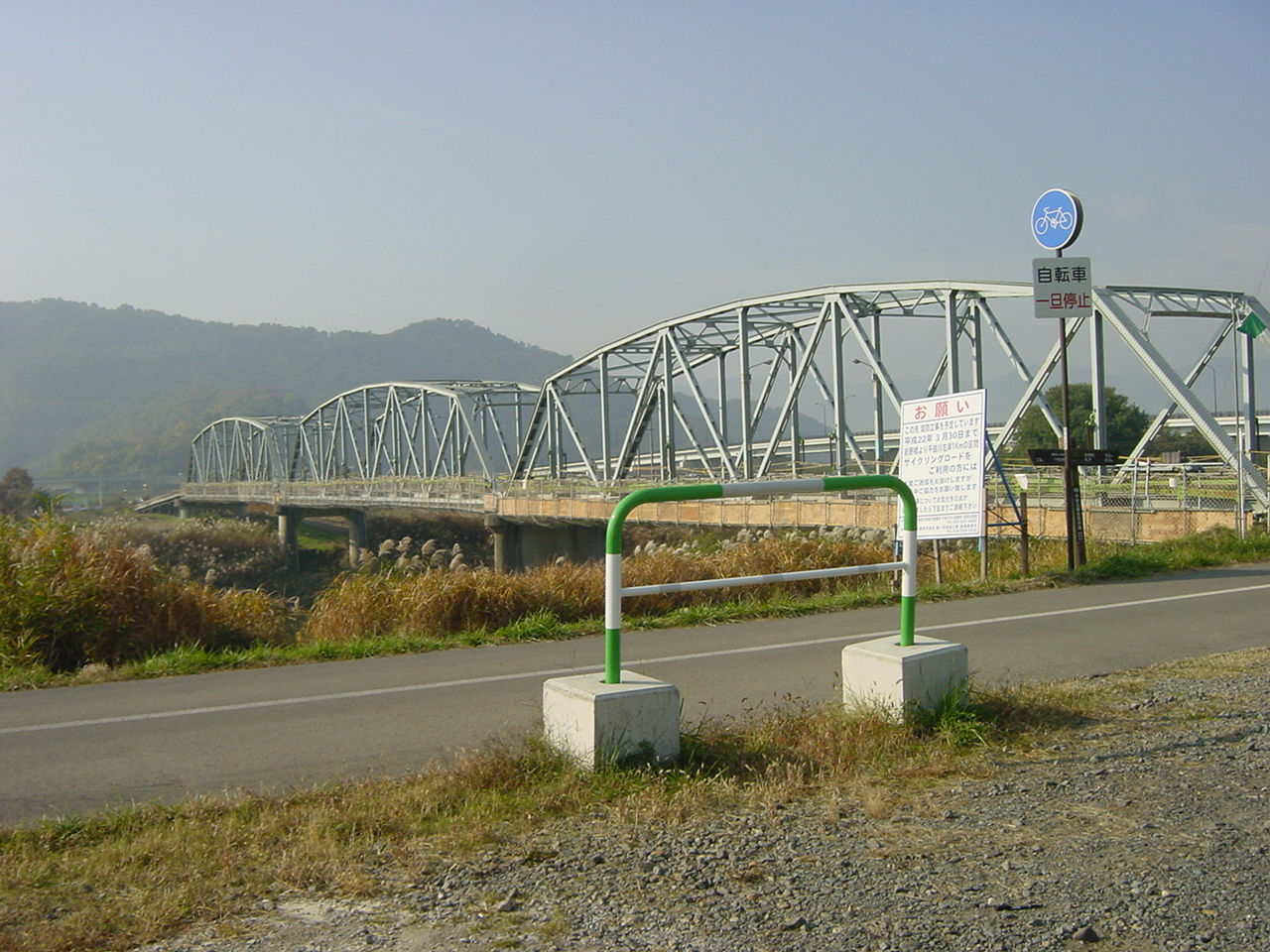
解体前の赤坂橋

流心部を含め木橋であったところ、1957年（昭和32年）に旧橋は流心部を渡る橋長152 mの鋼下路単純トラス橋3連と河川敷に降りる取り付け部の橋長50 mの木桁橋からなる新橋に架け替えられた
。
この河川敷内を走行するなど様々な問題があったことから架替に着手され、2009年（平成21年）3月22日に新橋が開通した。供用後、旧橋は宮地エンジニアリングにより、架設桁を併用したトラベラクレーン工法により、2009年（平成21年）7月1日から2010年（平成22年）3月25日の工期で実施された。